# Salienas pagasts
Salienas pagasts er en territorial enhed i Daugavpils novads i Letland. Pagasten etableredes i 1897, havde 797 indbyggere i 2010 og omfatter et areal på 124,65 kvadratkilometer. Hovedbyen i pagasten er Saliena.